# 2013-as gyorsasági kajak-kenu világbajnokság
A 2013-as gyorsasági kajak-kenu világbajnokságot Németországban, Duisburgban rendezték meg 2013. augusztus 29. és szeptember 1. között. Ez a negyvenedik kajak-kenu világbajnokság volt.
Ezen a világbajnokságon szerezte Nancy Millan és Maria Mailliard, C-2 500 méteren Chile első világbajnoki bronzérmét, mely egyben az ország első világbajnoki érme is ebben a sportágban.

## Összesített éremtáblázat
*   Rendező
  *   Magyarország
| Helyezés | Nemzet           | Arany | Ezüst | Bronz | Összesen |
| 1.       | Németország      | 8     | 6     | 2     | 16       |
| 2.       | Magyarország     | 7     | 5     | 5     | 17       |
| 3.       | Oroszország      | 4     | 4     | 1     | 9        |
| 4.       | Kanada           | 2     | 1     | 2     | 5        |
| 5.       | Új-Zéland        | 2     | 0     | 1     | 3        |
| 6.       | Lengyelország    | 1     | 3     | 2     | 6        |
| 7.       | Ausztrália       | 1     | 1     | 1     | 3        |
| 8.       | Brazília         | 1     | 0     | 1     | 2        |
| 9.       | Azerbajdzsán     | 1     | 0     | 0     | 1        |
| 9.       | Portugália       | 1     | 0     | 0     | 1        |
| 9.       | Svédország       | 1     | 0     | 0     | 1        |
| 12.      | Fehéroroszország | 0     | 3     | 2     | 5        |
| 13.      | Csehország       | 0     | 1     | 2     | 3        |
| 14.      | Nagy-Britannia   | 0     | 1     | 1     | 2        |
| 15.      | Argentína        | 0     | 1     | 0     | 1        |
| 15.      | Bulgária         | 0     | 1     | 0     | 1        |
| 15.      | Dánia            | 0     | 1     | 0     | 1        |
| 15.      | Üzbegisztán      | 0     | 1     | 0     | 1        |
| 19.      | Franciaország    | 0     | 0     | 2     | 2        |
| 19.      | Spanyolország    | 0     | 0     | 2     | 2        |
| 21.      | Chile            | 0     | 0     | 1     | 1        |
| 21.      | Finnország       | 0     | 0     | 1     | 1        |
| 21.      | Románia          | 0     | 0     | 1     | 1        |
| 21.      | Szerbia          | 0     | 0     | 1     | 1        |
| 21.      | Szlovénia        | 0     | 0     | 1     | 1        |
| Összesen | Összesen         | 29    | 29    | 29    | 87       |

## A magyar csapat
A 2013-as magyar vb-keret tagjai:
| férfiak       | férfiak                                                     | férfiak |
| ------------- | ----------------------------------------------------------- | ------- |
| K–1 200 m     | Tótka Sándor                                                | B 1.    |
| K–1 4 × 200 m | Dudás Miklós Hérics Dávid Molnár Péter Tótka Sándor         | bronz   |
| K–2 200 m     | Bán Kristóf Molnár Péter                                    | B 5.    |
| K–1 500 m     | Dombvári Bence                                              | 4.      |
| K–2 500 m     | Boros Gergely Sík Márton                                    | 6.      |
| K–1 1000 m    | Dombvári Bence                                              | bronz   |
| K–2 1000 m    | Dombi Rudolf Kökény Roland                                  | bronz   |
| K–4 1000 m    | Kammerer Zoltán Kulifai Tamás Pauman Dániel Tóth Dávid      | 4.      |
| K–1 5000 m    | Noé Milán                                                   | 7.      |
| C–1 200 m     | Lantos Ádám                                                 | B 2.    |
| C–1 4 × 200 m | Foltán László Korisánszky Dávid Lantos Ádám Nagy Péter      | 6.      |
| C–2 200 m     | Lantos Ádám Nagy Péter                                      | 4.      |
| C–1 500 m     | Nagy Péter                                                  | 9.      |
| C–2 500 m     | Vasbányai Henrik Mike Róbert                                | ezüst   |
| C–1 1000 m    | Vajda Attila                                                | arany   |
| C–2 1000 m    | Vasbányai Henrik Mike Róbert                                | arany   |
| C–4 1000 m    | Korisánszky Dávid Korisánszky Péter Varga Dávid Vass András | bronz   |
| C–1 5000 m    | Vajda Attila                                                | ezüst   |

| nők           | nők                                                            | nők   |
| ------------- | -------------------------------------------------------------- | ----- |
| K–1 200 m     | Dusev-Janics Natasa                                            | 5.    |
| K–1 4 × 200 m | Dusev-Janics Natasa Kozák Danuta Vad Ninetta Fazekas Krisztina | arany |
| K–2 200 m     | Kovács Katalin Dusev-Janics Natasa                             | 4.    |
| K–1 500 m     | Kozák Danuta                                                   | arany |
| K–2 500 m     | Kovács Katalin Dusev-Janics Natasa                             | ezüst |
| K–4 500 m     | Kozák Danuta Szabó Gabriella Vad Ninetta Fazekas Krisztina     | arany |
| K–1 1000 m    | Medveczky Erika                                                | arany |
| K–2 1000 m    | Szabó Gabriella Fazekas Krisztina                              | arany |
| K–1 5000 m    | Csay Renáta                                                    | ezüst |
| C–1 200 m     | Lakatos Zsanett                                                | bronz |
| C–2 500 m     | Lakatos Zsanett Takács Kincső                                  | ezüst |

## Eredmények
Összesen 29 versenyszámot rendeznek. A feltüntetett időpontok helyi idő szerint értendőek.

### Férfiak

#### Kajak
| Versenyszám                               | Arany                                                                                  | Arany     | Ezüst                                                                                       | Ezüst     | Bronz                                                                    | Bronz     |
| ----------------------------------------- | -------------------------------------------------------------------------------------- | --------- | ------------------------------------------------------------------------------------------- | --------- | ------------------------------------------------------------------------ | --------- |
| K–1 200 m Döntő: szeptember 1., 11:40     | Petter Öström · Svédország                                                             | 34,644    | Mark de Jonge · Kanada                                                                      | 34,674    | Saúl Craviotto · Spanyolország                                           | 34,896    |
| K–1 500 m Döntő: szeptember 1., 15:15     | Tom Liebscher · Németország                                                            | 1:40,514  | René Holten Poulsen · Dánia                                                                 | 1:41,628  | Arnaud Hybois · Franciaország                                            | 1:41,802  |
| K–1 1000 m Döntő: augusztus 31., 15:32    | Max Hoff · Németország                                                                 | 3:44,210  | Ken Wallace · Ausztrália                                                                    | 3:44,652  | Dombvári Bence · Magyarország                                            | 3:44,680  |
| K–1 5000 m Döntő: szeptember 1., 10:00    | Ken Wallace · Ausztrália                                                               | 19:44,059 | Daniel Dal Bo · Argentína                                                                   | 19:46,138 | Edward Rutherford · Nagy-Britannia                                       | 19:47,275 |
| K–2 200 m Döntő: szeptember 1., 12:15     | Oroszország · Jurij Posztrigaj · Alekszandr Gyjacsenko                                 | 31,182    | Nagy-Britannia · Liam Heath · Jonathan Schofield                                            | 31,755    | Németország · Ronald Rauhe · Jonas Ems                                   | 31,901    |
| K–2 500 m Döntő: szeptember 1., 15:30     | Portugália · Emanuel Silva · João Ribeiro                                              | 1:32,622  | Fehéroroszország · Raman Pjatrusenka · Vadzim Mahnyev                                       | 1:32,711  | Franciaország · Sébastien Jouve · Maxime Beaumont                        | 1:33,023  |
| K–2 1000 m Döntő: augusztus 31., 15:46    | Németország · Max Rendschmidt · Marcus Gross                                           | 3:22,331  | Fehéroroszország · Pavel Mjadzvedzeu · Aleh Jurenya                                         | 3:23,002  | Magyarország · Dombi Rudolf · Kökény Roland                              | 3:23,021  |
| K–4 1000 m Döntő: szeptember 1., 15:50    | Oroszország · Vitalij Jurcsenko · Vaszilij Pogreban · Anton Vasziljev · Oleg Zsesztkov | 2:58,692  | Csehország · Daniel Havel · Lukáš Trefil · Josef Dostál · Jan Štěrba                        | 2:59,375  | Ausztrália · Tate Smith · David Smith · Murray Stewart · Jacob Clear     | 2:59,942  |
| K–1 4 × 200 m Döntő: szeptember 1., 18:10 | Lengyelország · Piotr Siemionowski · Denis Amroziak · Sebastian Szypula · Dawid Putto  | 2:27,605  | Oroszország · Jurij Posztrigaj · Makszim Molocskov · Oleg Haritonov · Alekszandr Gyjacsenko | 2:27,967  | Magyarország · Dudás Miklós · Tótka Sándor · Molnár Péter · Hérics Dávid | 2:28,092  |

#### Kenu
| Versenyszám                               | Arany                                                                          | Arany     | Ezüst                                                                                                   | Ezüst     | Bronz                                                                                     | Bronz     |
| ----------------------------------------- | ------------------------------------------------------------------------------ | --------- | --- | --------- | ----------------------------------------------------------------------------------------- | --------- |
| C–1 200 m Döntő: szeptember 1., 11:45     | Valentin Demyanenko · Azerbajdzsán                                             | 38,462    | Ivan Stil · Oroszország                                                                                 | 38,717    | Alfonso Benavides · Spanyolország                                                         | 38,717    |
| C–1 500 m Döntő: szeptember 1., 15:20     | Isaquias Queiroz · Brazília                                                    | 1:50,940  | Vadim Menkov · Üzbegisztán                                                                              | 1:51,939  | Erik Leue · Németország                                                                   | 1:53,032  |
| C–1 1000 m Döntő: augusztus 31., 15:39    | Vajda Attila · Magyarország                                                    | 4:09,123  | Sebastian Brendel · Németország                                                                         | 4:10,365  | Isaquias Queiroz · Brazília                                                               | 4:14,154  |
| C–1 5000 m Döntő: szeptember 1., 8:00     | Sebastian Brendel · Németország                                                | 22:17,864 | Vajda Attila · Magyarország                                                                             | 22:24,149 | Mark Oldershaw · Kanada                                                                   | 22:44,535 |
| C–2 200 m Döntő: szeptember 1., 12:20     | Németország · Robert Nuck · Stefan Holtz                                       | 36,331    | Oroszország · Alekszandr Kovalenko · Nyikolaj Lipkin                                                    | 36,551    | Fehéroroszország · Dzmitrij Rabcsanka · Aljakszandr Vaucseckij                            | 36,654    |
| C–2 500 m Döntő: szeptember 1., 1535      | Oroszország · Viktor Melantyev · Ivan Stil                                     | 1:43,285  | Magyarország · Vasbányai Henrik · Mike Róbert ·                                                         | 1:44,575  | Csehország · Jaroslav Radoň · Filip Dvořák                                                | 1:45,082  |
| C–2 1000 m Döntő: augusztus 31., 16:41    | Magyarország · Vasbányai Henrik · Mike Róbert ·                                | 3:52,602  | Oroszország · Viktor Melantyev · Ilja Pervuhin                                                          | 3:53,934  | Csehország · Jaroslav Radoň · Filip Dvořák                                                | 3:54,788  |
| C–4 1000 m Döntő: augusztus 31., 16:55    | Németország · Kurt Kuschela · Erik Leue · Erik Rebstock · Peter Kretschmer ·   | 3:28,502  | Fehéroroszország · Dzmitrij Rabcsanka · Dzmitrij Vajciskin · Dzjanyisz Garazsa · Aljakszandr Vaucseckij | 3:29,297  | Magyarország · Korisánszky Dávid · Korisánszky Péter · Vass András · Varga Dávid          | 3:30,568  |
| C–1 4 × 200 m Döntő: szeptember 1., 18:20 | Oroszország · Andrej Kraitor · Viktor Melantyjev · Andrej Ganyin · Ivan Stil · | 2:48,255  | Németország · Robert Nuck · Stefan Holtz · Stefan Kiraj · Sebastian Brendel ·                           | 2:50,205  | Kanada · Jason McCoombs · Mark Oldershaw · Gabriel Beauchesne-Sévigny · Benjamin Russel · | 2:51,579  |

### Nők

#### Kajak
| Versenyszám                               | Arany                                                                                   | Arany     | Ezüst                                                                                           | Ezüst     | Bronz                                                                                        | Bronz     |
| ----------------------------------------- | --------------------------------------------------------------------------------------- | --------- | ----------------------------------------------------------------------------------------------- | --------- | -------------------------------------------------------------------------------------------- | --------- |
| K–1 200 m Döntő: szeptember 1., 11:50     | Lisa Carrington · Új-Zéland                                                             | 39,522    | Marta Walczykiewicz · Lengyelország                                                             | 39,712    | Špela Ponomarenko Janić · Szlovénia                                                          | 39,951    |
| K–1 500 m Döntő: augusztus 31., 15:56     | Kozák Danuta · Magyarország                                                             | 1:57,395  | Katrin Wagner-Augustin · Németország                                                            | 1:58,300  | Lisa Carrington · Új-Zéland                                                                  | 1:58,619  |
| K–1 1000 m Döntő: augusztus 31., 15:25    | Medveczky Erika · Magyarország                                                          | 4:11,345  | Verena Hantl · Németország                                                                      | 4:14,126  | Edyta Dzieniszewska · Lengyelország                                                          | 4:14,677  |
| K–1 5000 m Döntő: szeptember 1., 09:30    | Teneale Hatton · Új-Zéland                                                              | 22:08,367 | Csay Renáta · Magyarország                                                                      | 22:31,301 | Anne Rikala · Finnország                                                                     | 22:32,654 |
| K–2 200 m Döntő: szeptember 1., 12:25     | Németország · Franziska Weber · Tina Dietze                                             | 37,525    | Lengyelország · Karolina Naja · Beata Mikolajczyk                                               | 38,181    | Szerbia · Nikolina Moldovan · Olivera Moldovan                                               | 38,223    |
| K–2 500 m Döntő: augusztus 31., 16:31     | Németország · Franziska Weber · Tina Dietze                                             | 1:47,040  | Magyarország · Kovács Katalin · Janics Natasa                                                   | 1:48,006  | Lengyelország · Karolina Naja · Beata Mikolajczyk                                            | 1:48,537  |
| K–2 1000 m Döntő: augusztus 31., 16:48    | Magyarország · Szabó Gabriella · Fazekas-Zur Krisztina                                  | 3:53,740  | Németország · Carolin Leonhardt · Conny Wassmuth                                                | 3:56,344  | Románia · Irina Lauric · Bianca Plesca                                                       | 3:58,99   |
| K–4 500 m Döntő: szeptember 1., 15:40     | Magyarország · Szabó Gabriella · Kozák Danuta · Fazekas-Zur Krisztina · Vad Ninetta     | 1:32,272  | Németország · Franziska Weber · Tina Dietze · Katrin Wagner-Augustin · Verena Hantl             | 1:33,510  | Fehéroroszország · Marharita Ciskevics · Nadzeja Papok · Volha Hudzenka · Maryna Litvincsuk  | 1:33,642  |
| K–1 4 × 200 m Döntő: szeptember 1., 18:30 | Magyarország · Dusev-Janics Natasa · Vad Ninetta · Fazekas-Zur Krisztina · Kozák Danuta | 2:49,415  | Lengyelország · Karolina Naja · Edyta Dzieniszewska · Ewelina Wojnarowska · Marta Walczykiewicz | 2:49,609  | Oroszország · Natalja Podolszkaja · Jelena Poljakova · Natalija Lobova · Natalja Proszkurina | 2:51,679  |

#### Kenu
| Versenyszám                           | Arany                                                    | Arany    | Ezüst                                          | Ezüst    | Bronz                                  | Bronz    |
| ------------------------------------- | -------------------------------------------------------- | -------- | ---------------------------------------------- | -------- | -------------------------------------- | -------- |
| C–1 200 m Döntő: augusztus 31., 16:11 | Laurence Vincent-Lapointe · Kanada                       | 51,330   | Sztanilija Sztamenova · Bulgária               | 52,028   | Lakatos Zsanett · Magyarország         | 52,527   |
| C–2 500 m Döntő: szeptember 1., 15:25 | Kanada · Laurence Vincent-Lapointe · Sara-Jane Caumartin | 2:03,004 | Magyarország · Lakatos Zsanett · Takács Kincső | 2:04,842 | Chile · Nancy Millan · Maria Mailliard | 2:07,876 |